# Узун, Эралп
Эралп  Хусейн Узун (нем. Eralp Uzun; 26 февраля 1981, Западный Берлин, ФРГ — 11 апреля 2013, Берлин) — немецкий актёр театра, кино и телевидения турецкого происхождения.

## Биография
Дебютировал в кино в 16-летнем возрасте. С тех пор регулярно играл в различных телесериалах, в основном, в эпизодах.
На театральной сцене начал играть в 2000 году в берлинском молодежном театре Strahl. Затем выступал в молодежном театре в Шпандау. В 2008 году — на сцене театра Рекклингхаузена. В его репертуаре были роли в пьесах Бомарше «Безумный день, или Женитьба Фигаро», Генрика Ибсена «Пер Гюнт», «Братья Карамазовы» Ф. М. Достоевского, «На дне» Максима Горького и др.
За свою карьеру снялся в около 20 кино- и телефильмах, сериалах.
11 апреля 2013 года Узун был найден мёртвым в квартире своих родителей в Берлине.

## Избранная фильмография
- 2010 — Телефон полиции — 110 (сериал) — Дениц
- 2010 — Соко Штуттгарт
- 2008 — Перемотка
- 2008—2010 — Спецотряд «Кобра 11» (сериал)
- 2006 — Чёрная овечка
- 2001 — В отрыв! — Эралп